# Noruega en los Juegos Olímpicos de Squaw Valley 1960
Noruega estuvo representada en los Juegos Olímpicos de Squaw Valley 1960 por un total de 29 deportistas que compitieron en 6 deportes.  
El portador de la bandera en la ceremonia de apertura fue el patinador de velocidad Knut Johannesen.

## Medallistas
El equipo olímpico noruego obtuvo las siguientes medallas:
| Nombre                                                        | Deporte               | Competición  |
| ------------------------------------------------------------- | --------------------- | ------------ |
| Oro                                                           |                       |              |
| Håkon Brusveen                                                | Esquí de fondo        | 15 km M      |
| Roald Aas                                                     | Patinaje de velocidad | 1500 m M     |
| Knut Johannesen                                               | Patinaje de velocidad | 10 000 m M   |
| Plata                                                         |                       |              |
| Tormod Knutsen                                                | Combinada nórdica     | Individual M |
| Harald Grønningen Hallgeir Brenden Einar Østby Håkon Brusveen | Esquí de fondo        | 4 × 10 km M  |
| Knut Johannesen                                               | Patinaje de velocidad | 5000 m M     |
| Bronce                                                        |                       |              |
| —                                                             |                       |              |